# The Obala
The Obala je hrvatski glazbeni sastav, nastao 2000. godine. 

## Povijest sastava
Sastav su osnovali Zoran Ukić i Boris Hrepić nakon razlaza Daleke obale.
Prvi album "Istinite priče" objavljuju 2002. godine, a na njemu gostuju Gibonni, Neno Belan, Dean Dvornik i Anđa Marić. Godine 2004. objavljuju album "U ime zakona", na kojemu sami skladaju, sviraju i pjevaju. Godine 2007. grupi se kao stalni član pridružuje Dean Dvornik. Sastav snima hit Marjanska pisma, utemeljuje stil Dalmatinski Rock i započinje vrlo uspješnu koncertnu turneju u zemlji i inozemstvu.

## Diskografija
- Istinite priče (Dancing Bear, 2002.)
- U ime zakona (Dancing Bear, 2004.)
- Kombinacija Dancing Bear 2009